# Mairie du 16e arrondissement de Paris

Logo de la mairie du 16e arrondissement de Paris.

La mairie du 16e arrondissement de Paris est le bâtiment qui héberge les services municipaux du 16e arrondissement de Paris, en France.

## Situation et accès
La mairie du 16e arrondissement est située 71, avenue Henri-Martin, au croisement avec la rue de la Pompe.

## Historique

### Les mairies de Passy et d'Auteuil
Avant 1836, la mairie de la commune de Passy se situe au n°3 de la rue Franklin, dans un immeuble qui appartient à Auge de Fleury, maire de Passy. Il s'agit d'un local, agrandi de trois pièces en 1828 contre un loyer annuel de 800 francs. À partir du 1er janvier 1836, la mairie se trouve au n°67 rue de Passy. Quant à la mairie du village d'Auteuil, elle s'installe en août 1792 place de la Fontaine (place Jean-Lorrain) puis en août 1804 place d'Aguesseau (devenue place de l'Église-d'Auteuil) et enfin en 1844 au n°34 rue Boileau, un bâtiment incendié lors de la Commune de Paris en 1871.
En 1860, Passy est intégré dans Paris et le quartier devient le 16e arrondissement de Paris, avec le village d'Auteuil et celui de Chaillot (ce dernier faisait déjà partie de Paris). Le maire Jean-Frédéric Possoz avait rejeté le nom de 13e arrondissement car « se marier dans le 13e » était alors une expression qui signifiait « vivre en concubinage ».

### Construction de la mairie du16earrondissement
Le bâtiment de l'actuelle mairie est construit par l'architecte Eugène Godeboeuf (1809-1879) pour 2 346 762 francs, entre 1875 et 1876 (les travaux commencent en 1867 mais sont interrompus par la Commune de Paris). Le projet avait été approuvé le 28 décembre 1866. La mairie est située à l'angle de la rue de la Pompe et de l'avenue Henri-Martin (ancienne avenue de l'Empereur puis du Trocadéro). Elle est bâtie sur un terrain de 3490 m² acheté à M. de Las Cases pour 261 783 francs devant Me Delapalme, un terrain de 48 m² échangé avec M. Cail devant Me Ancy et enfin des terrains issus d'expropriations faites après un jugement du 22 mai 1860 permettant le percement de l'avenue Henri-Martin.
La façade nord de la mairie (entrée principale) est en retrait d'une dizaine de mètres par rapport à l'avenue Henri-Martin (zone « non aedificandi »). Le bâtiment forme un quadrilatère régulier ceinturant une cour intérieure. La façade s'allonge sur le côté ouest, laissant cependant un passage entre la mairie et l'immeuble mitoyen. Un jardin se trouve derrière. À partir de 2004, des travaux de modernisation et d'aménagement sont menés.

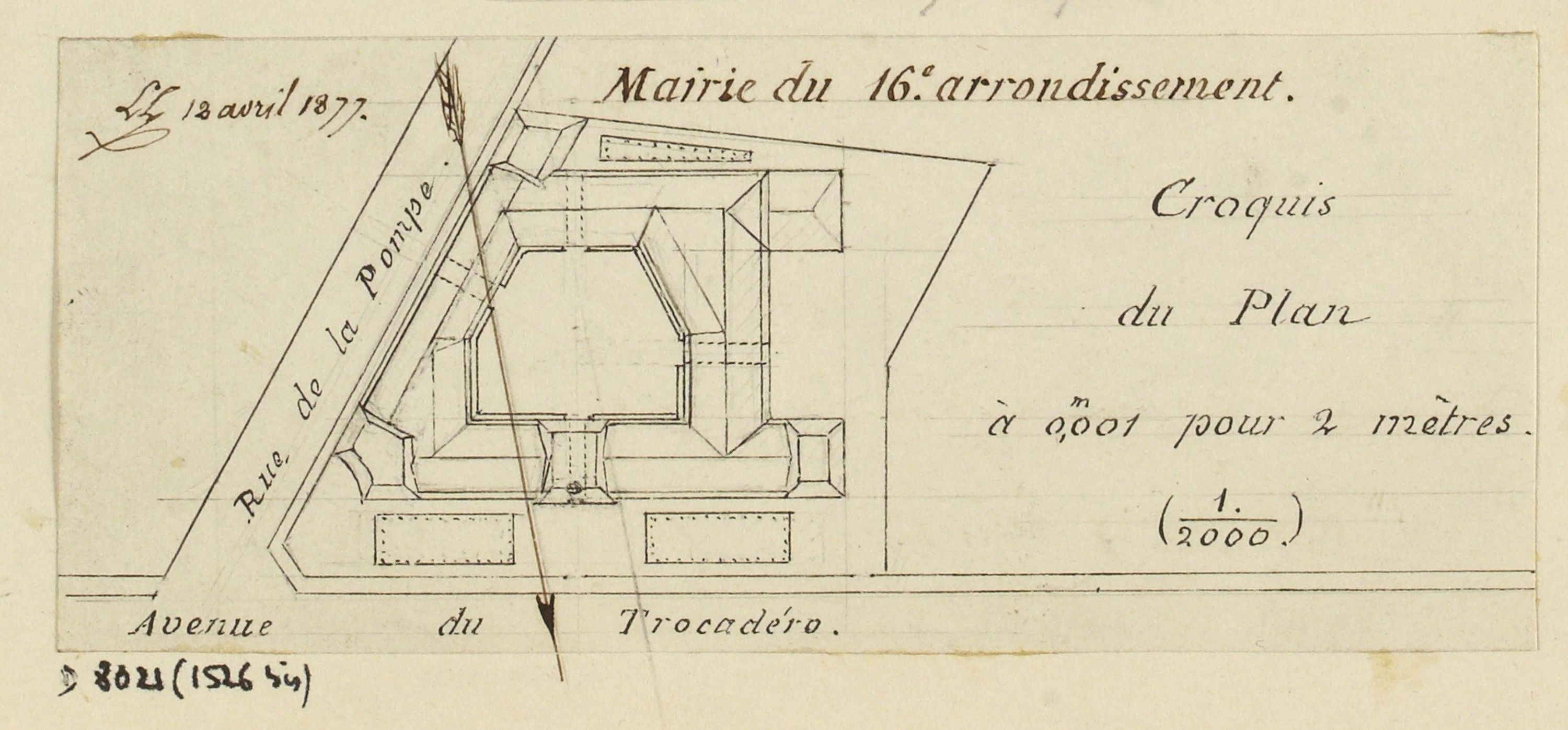
Plan.

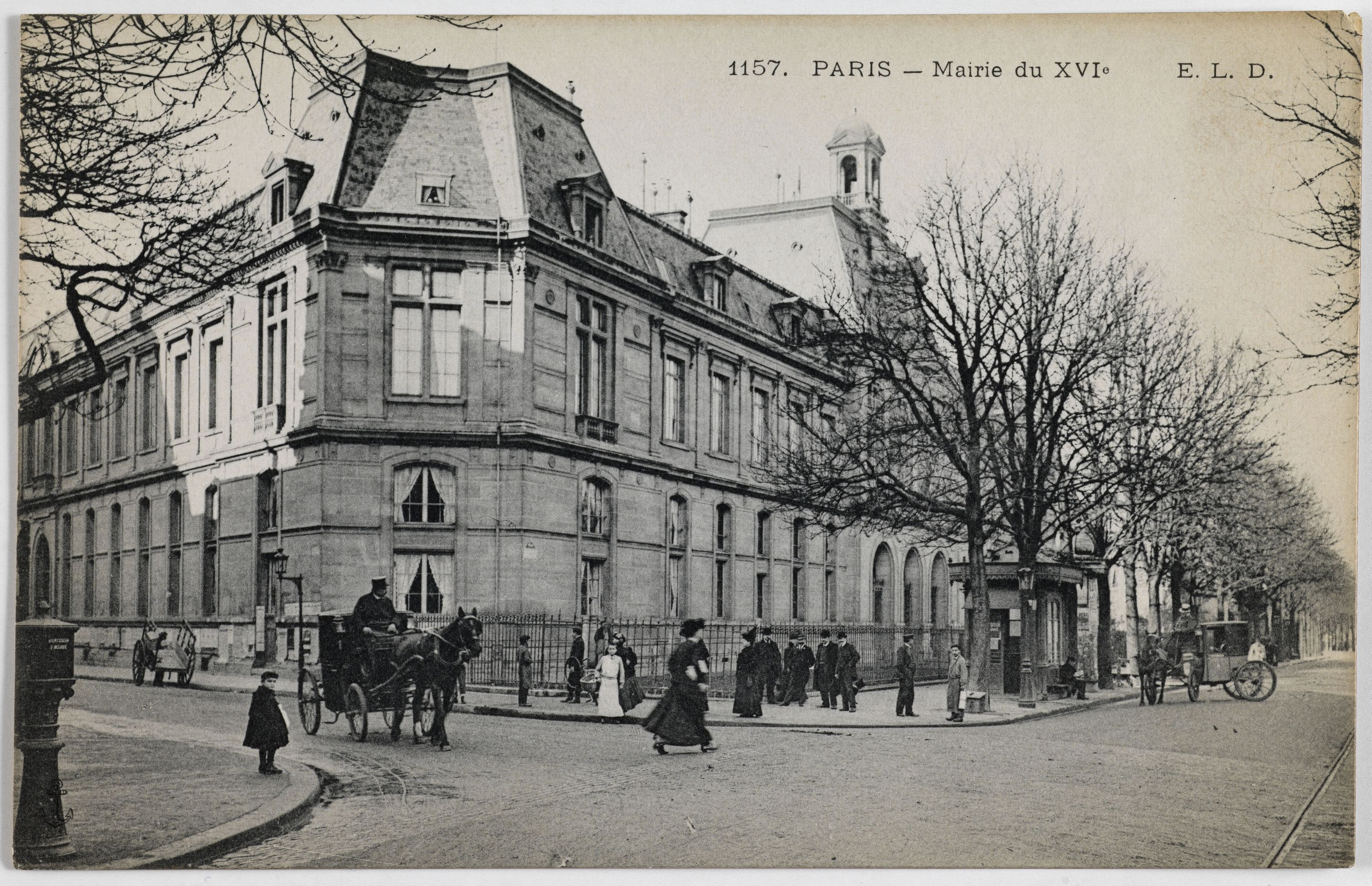
Photographie ancienne.

## Statuaire et peintures
Le terrain en longueur devant la façade principale de la mairie, avec ses pelouses, accueille plusieurs œuvres d'art : un bouclier votif en hommage aux anciens combattants, ainsi qu'un mémorial aux évadés réalisé par la sculptrice Maria de Faykod (1998).
Entre juillet 2017 et janvier 2018, la sculpture itinérante L'Arbre de la Paix réalisée par Hedva Ser est installée sur le parvis de la mairie. Elle est réinstallée en 2021.
Dans le bâtiment mairie sont installés :
- Dans le hall : deux statues, dont une de Laure Coutan (Le moineau de Lesbie, 1911) ;
- Dans le grand escalier : un buste de Prosper Mérimée par Henri-Frédéric Iselin (1885) ;
- Dans le vestibule du premier étage : une sculpture d'Henri Gauquié (Au Dr Marmottan, ses administrés reconnaissants, 1899), un buste de l'historien et maire Henri Martin et un buste figurant l'agent secret britannique Forest Yeo-Thomas.

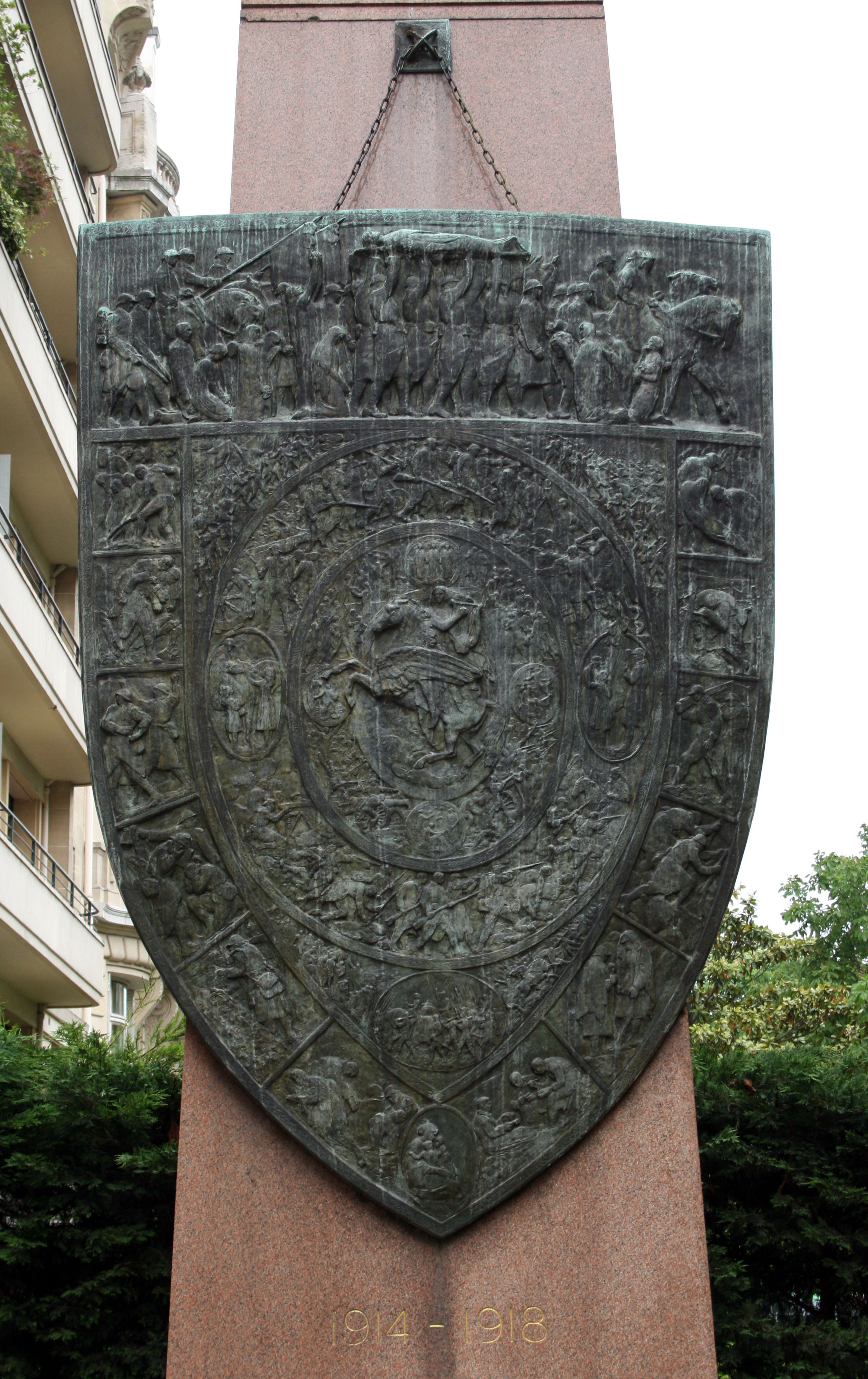
Bouclier votif.
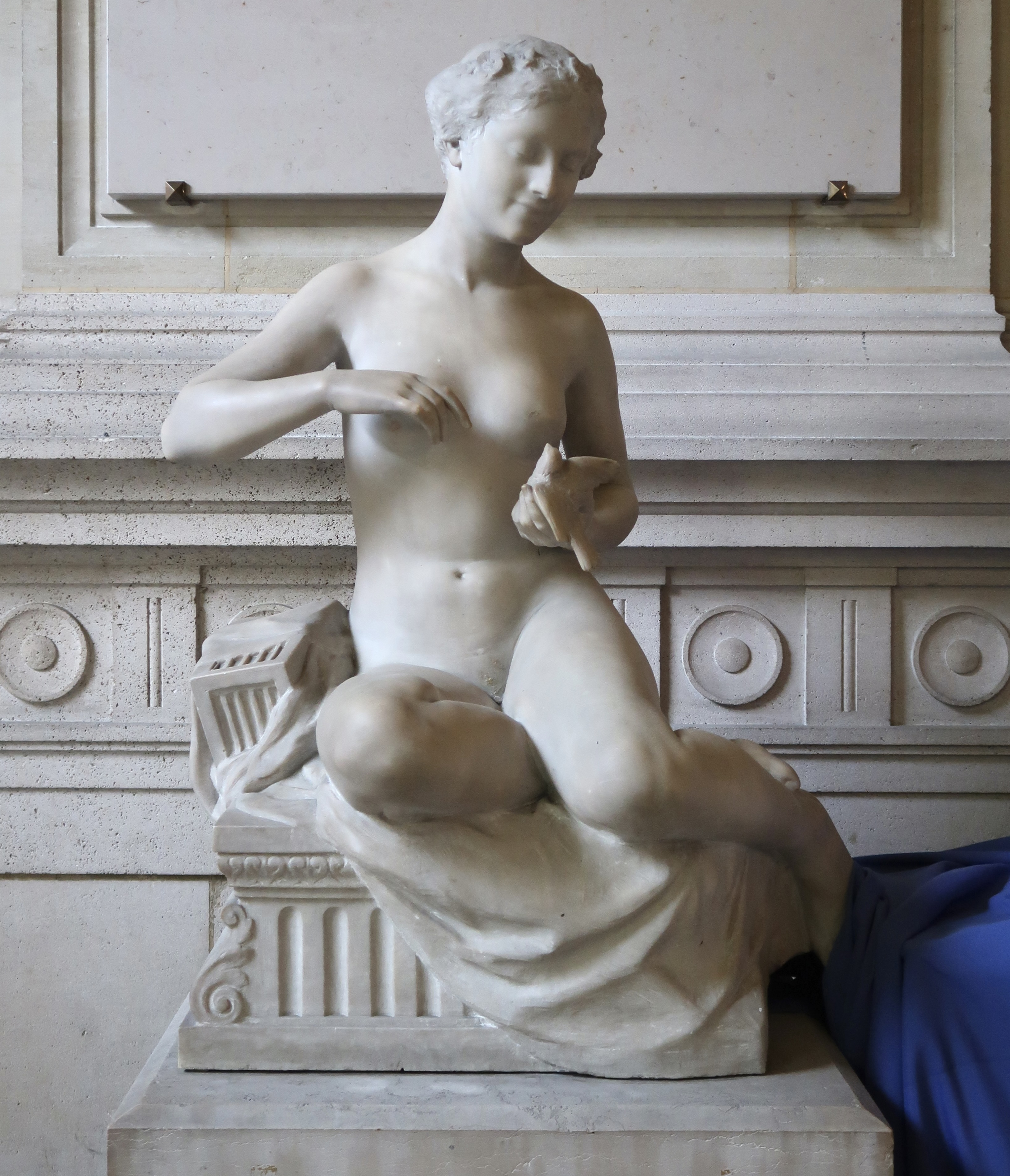
Le moineau de Lesbie de Laure Coutan, dans le hall.
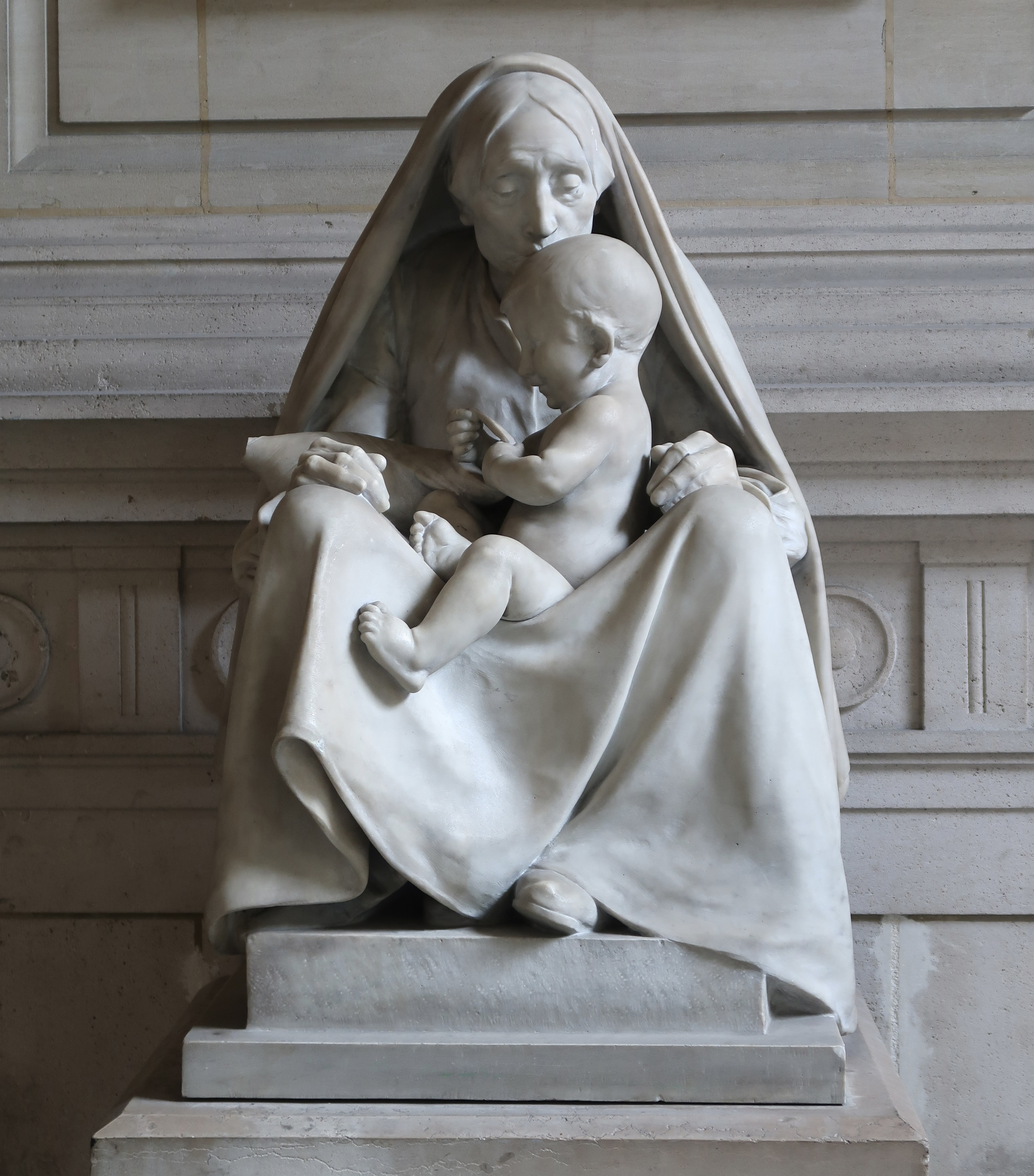
Autre statue dans le hall.
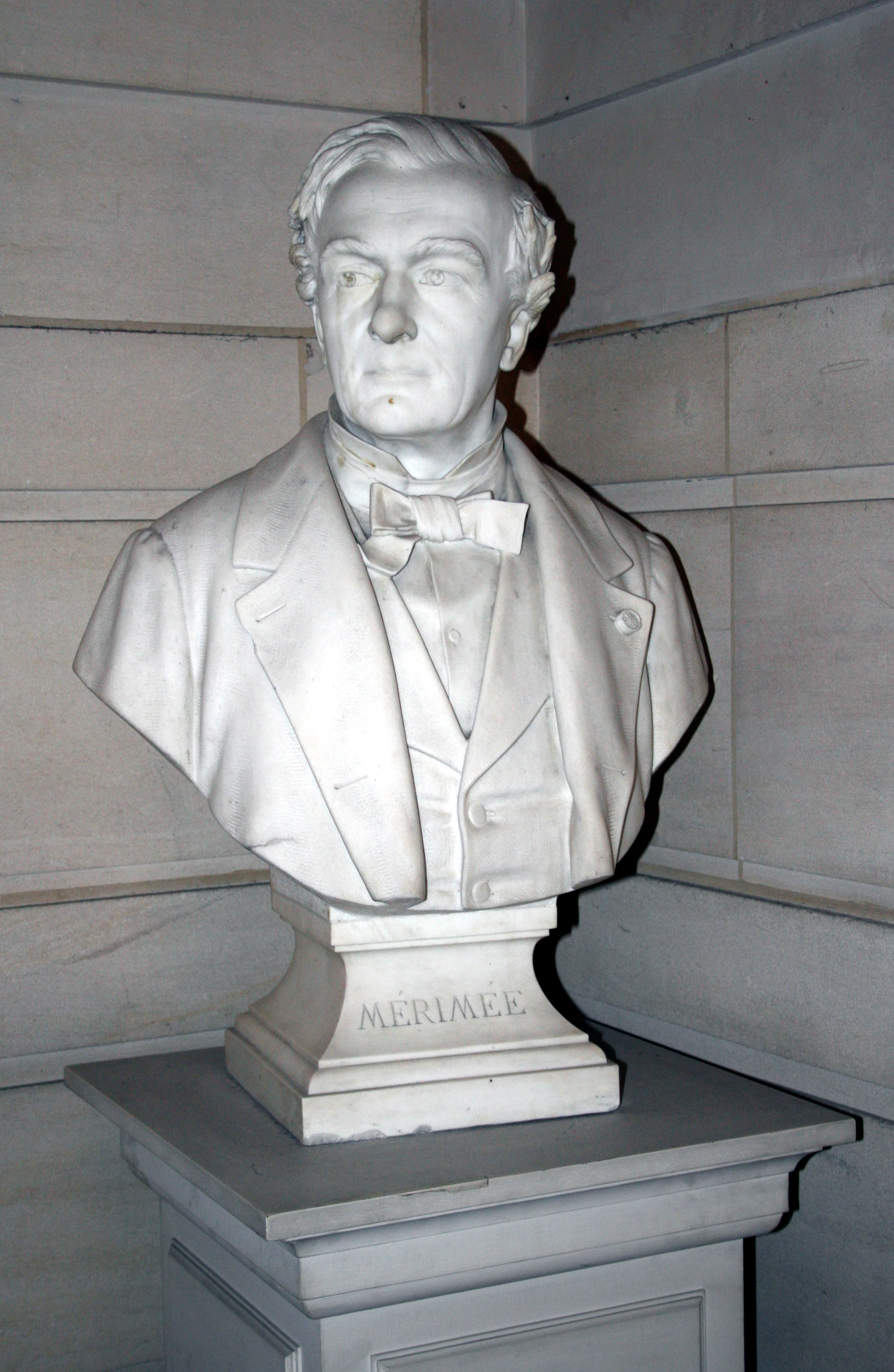
Buste de Mérimée.
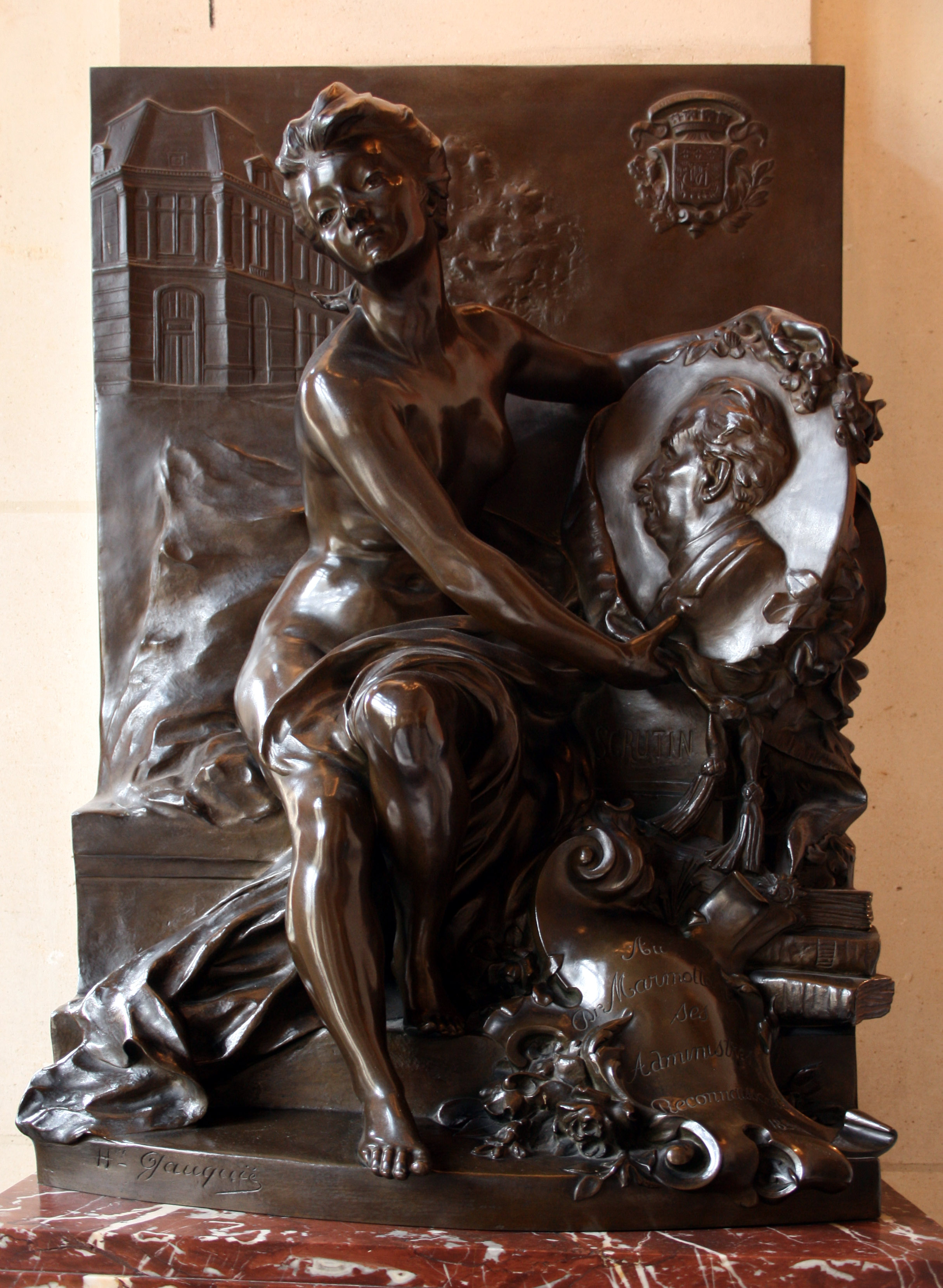
Sculpture d'Henri Gauquié.
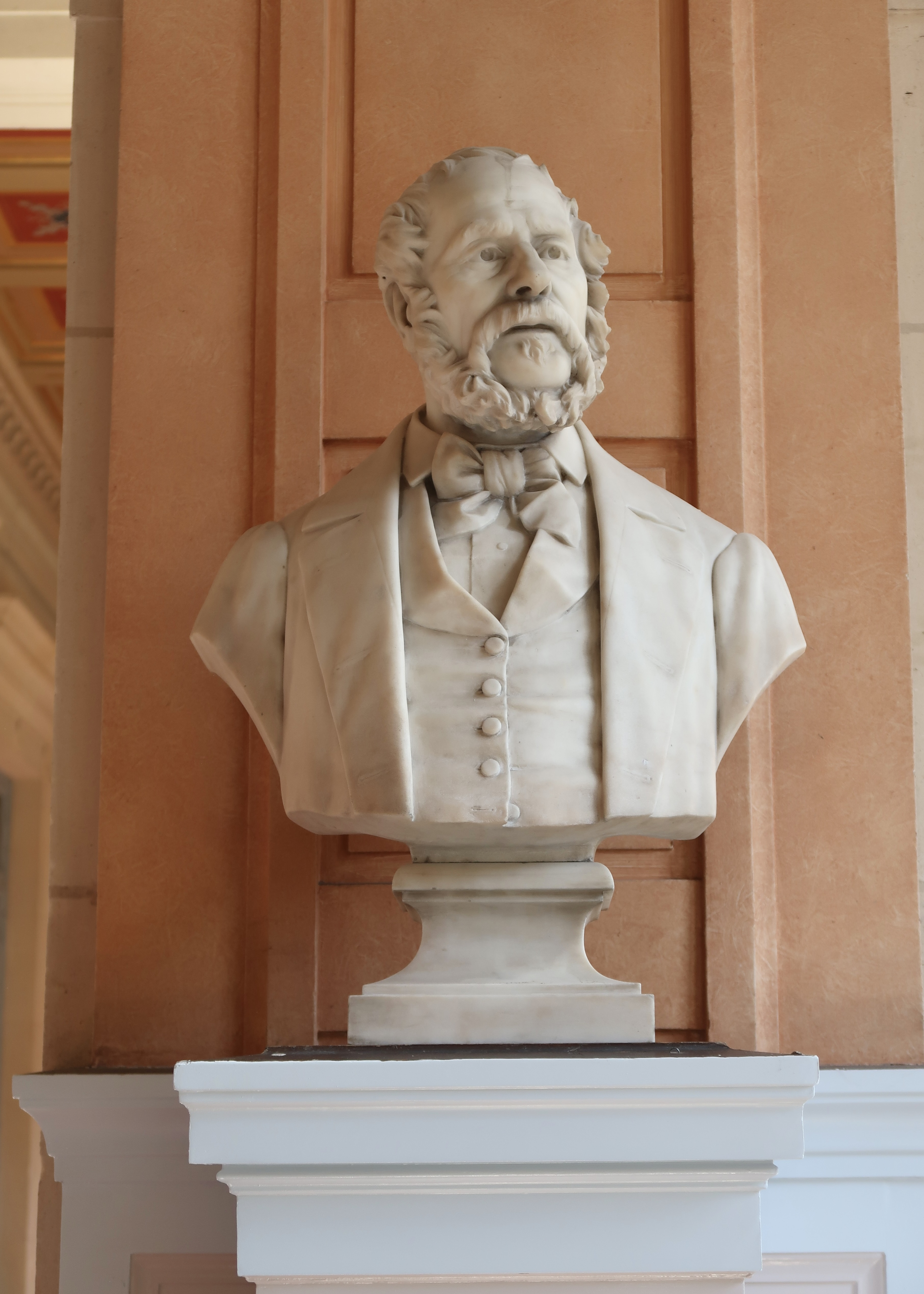
Buste d'Henri Martin.

Par ailleurs, plusieurs peintures ornent le bâtiment municipal.

## Liste des maires
| Mandat    | Identité                                                                    |
| --------- | --------------------------------------------------------------------------- |
| 1860-1870 | Henri Pierre Édouard, baron de Bonnemains, chevalier de la Légion d'honneur |
| 1870-1871 | Henri Martin                                                                |
| 1871-1880 | Gustave Girod                                                               |
| 1880-1883 | Henri Martin                                                                |
| 1883-1906 | Henri Marmottan                                                             |
| 1906-1913 | Paul Gerente                                                                |
| 1913-1914 | M. Faure                                                                    |
| 1914-1940 | Pierre Bouillet                                                             |
| 1940-1944 | M. Dard d'Espinay                                                           |
| 1944-1945 | Gabriel Warluzel                                                            |
| 1946-1951 | Stanislas Sicé                                                              |
| 1952-1963 | Henry Graux                                                                 |
| 1963-1977 | Georges Arzel                                                               |

Liste des maires successifs depuis 1983 :
- 1983-1989 : Georges Mesmin
- 1989-2008 : Pierre-Christian Taittinger
- 2008-2017 : Claude Goasguen
- 2017-2020 : Danièle Giazzi
- 2020-2023 : Francis Szpiner
- Depuis 2023 : Jérémy Redler

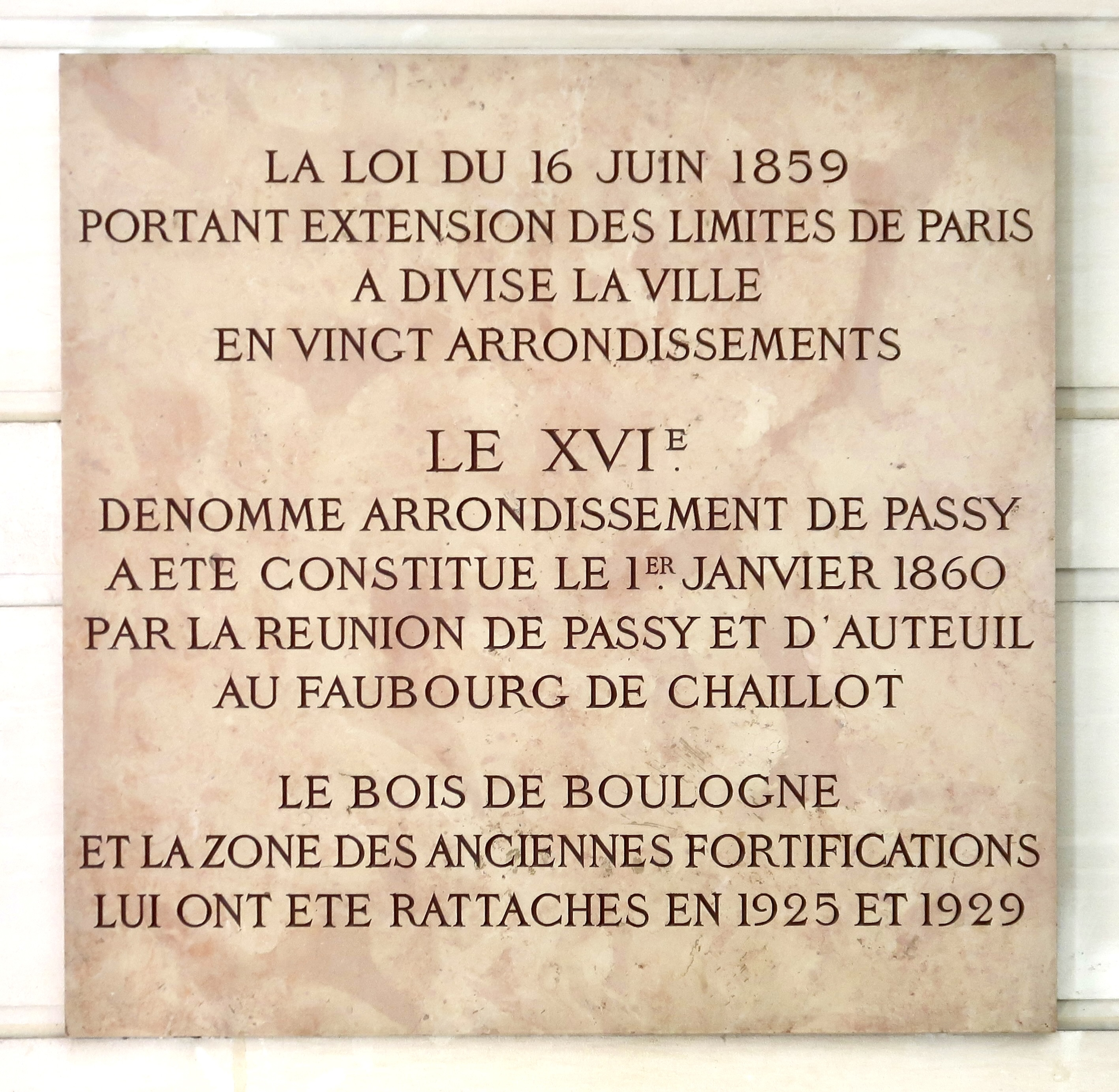
Plaque sur l'histoire de l'arrondissement dans la mairie.
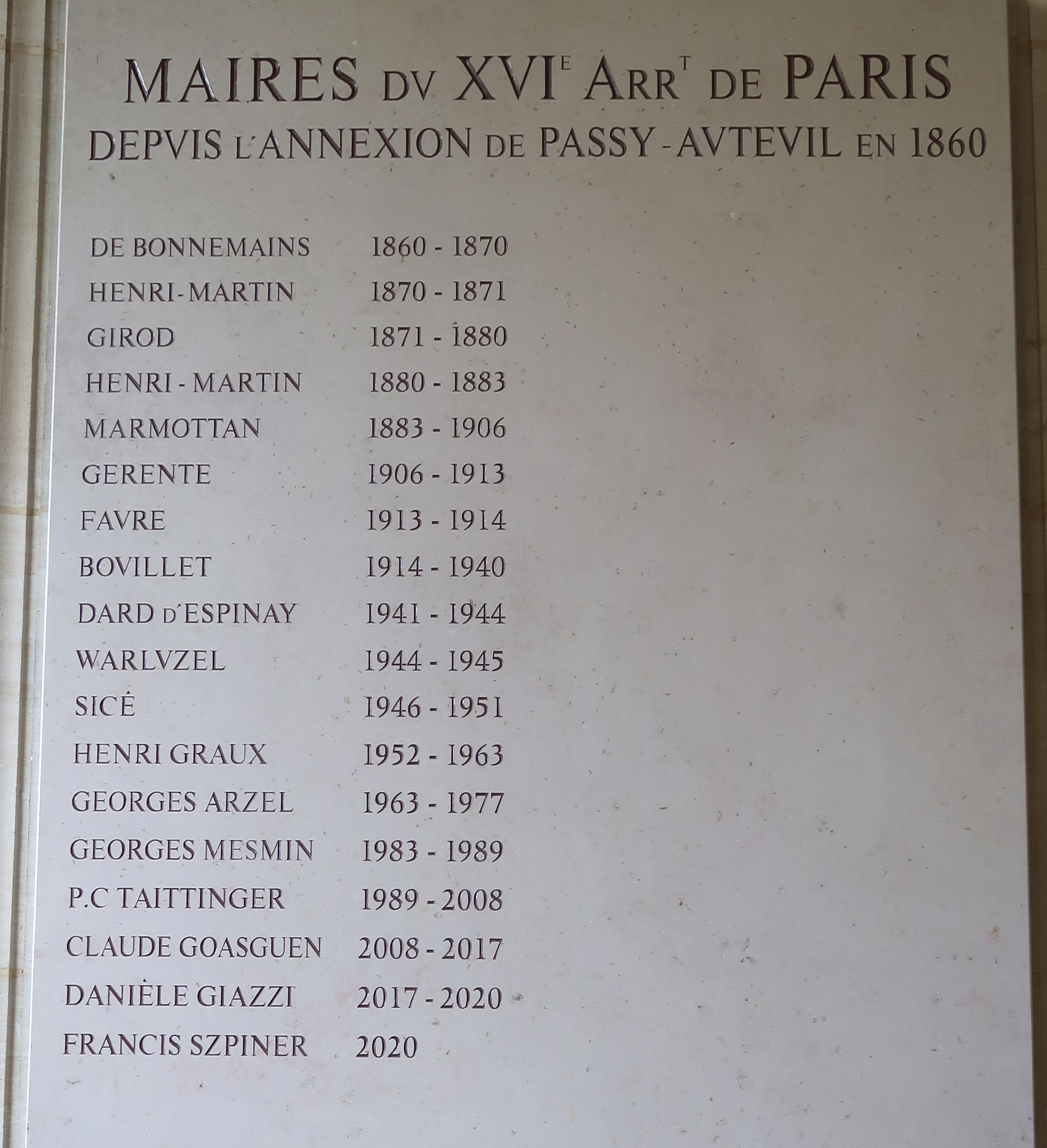
Liste des maires (en 2022).
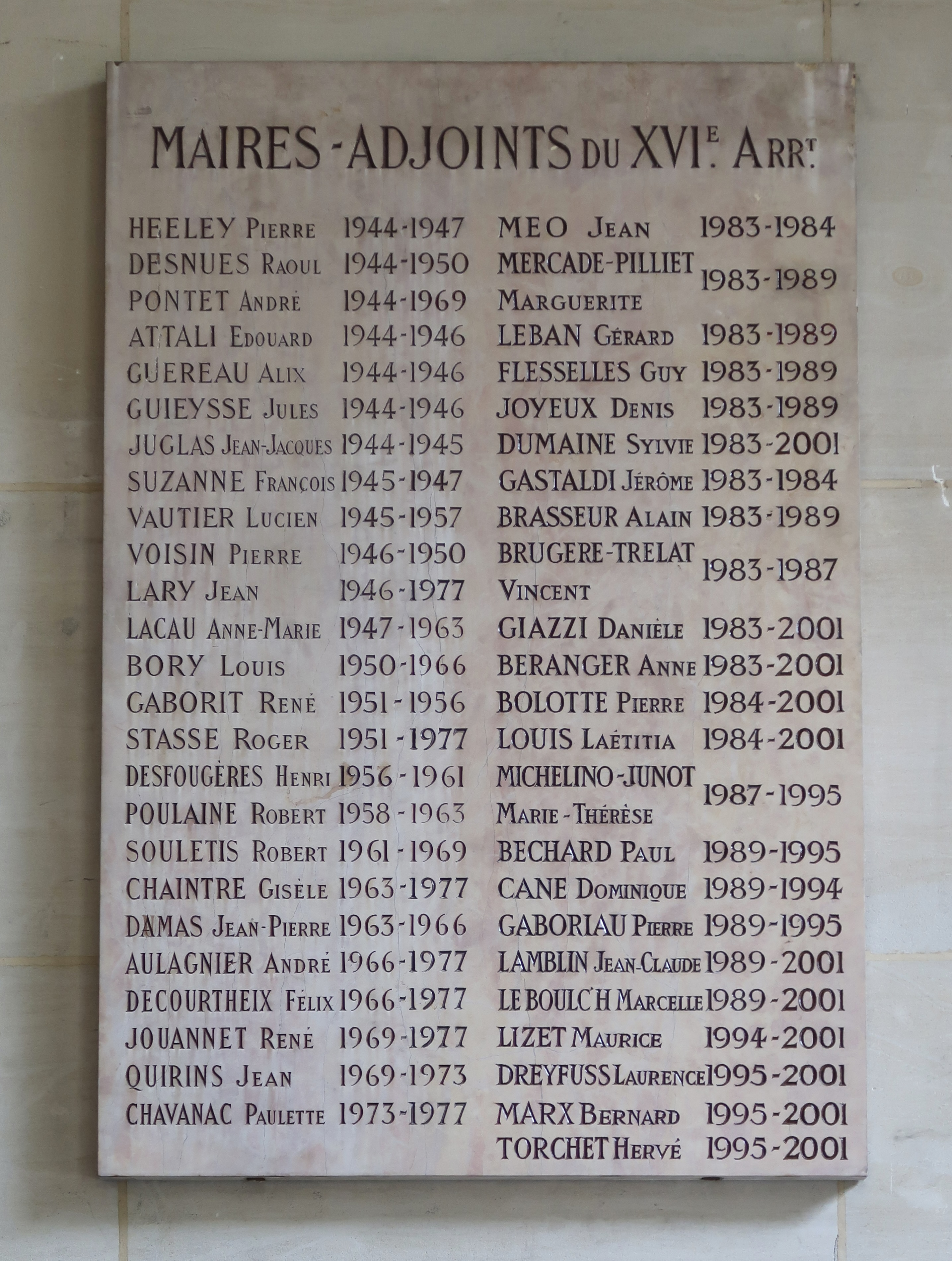
Liste des maires-adjoints (en 2022).
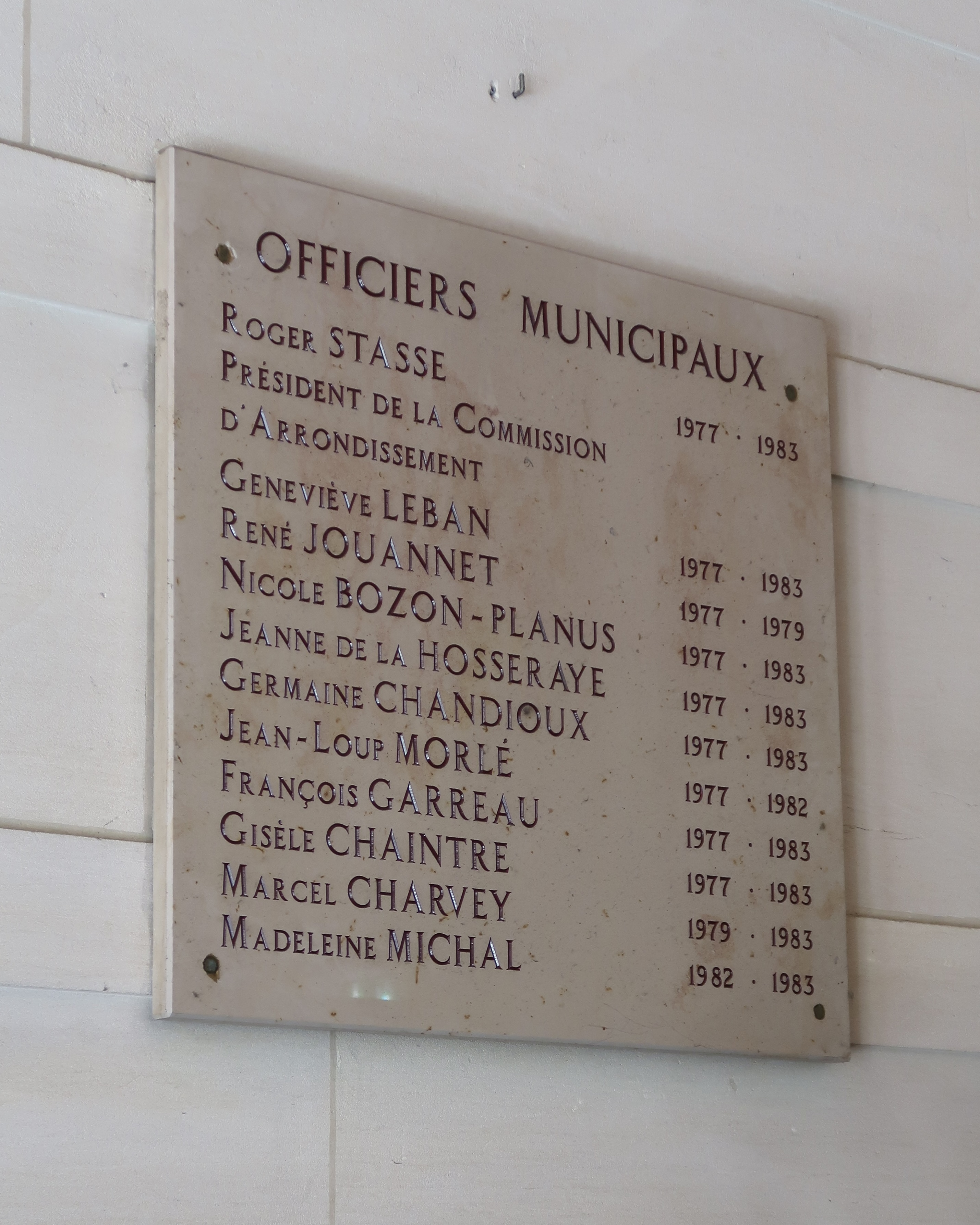
Liste des officiers municipaux.

## Galerie

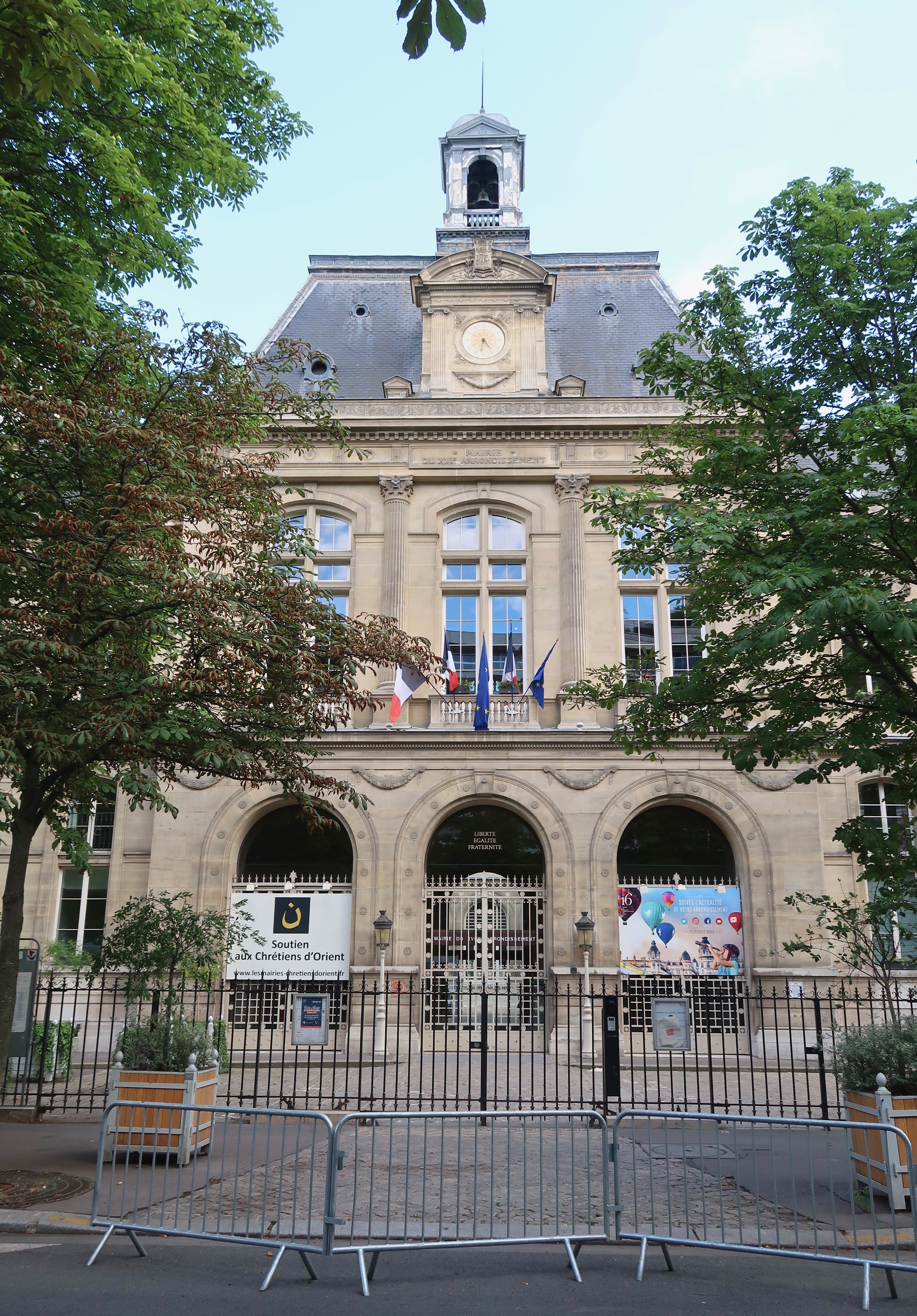
Détail du corps du bâtiment.
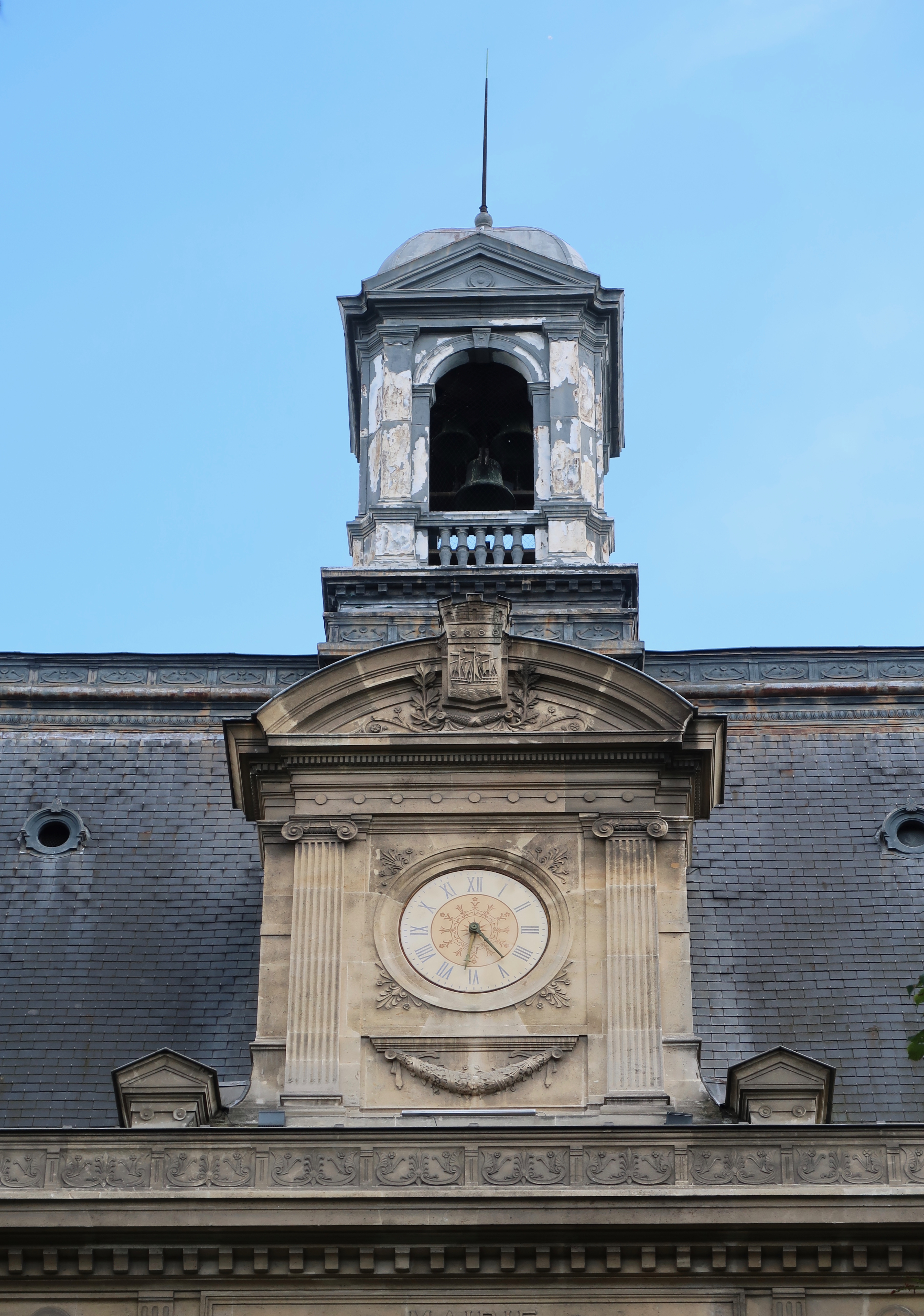
Horloge et clocheton.
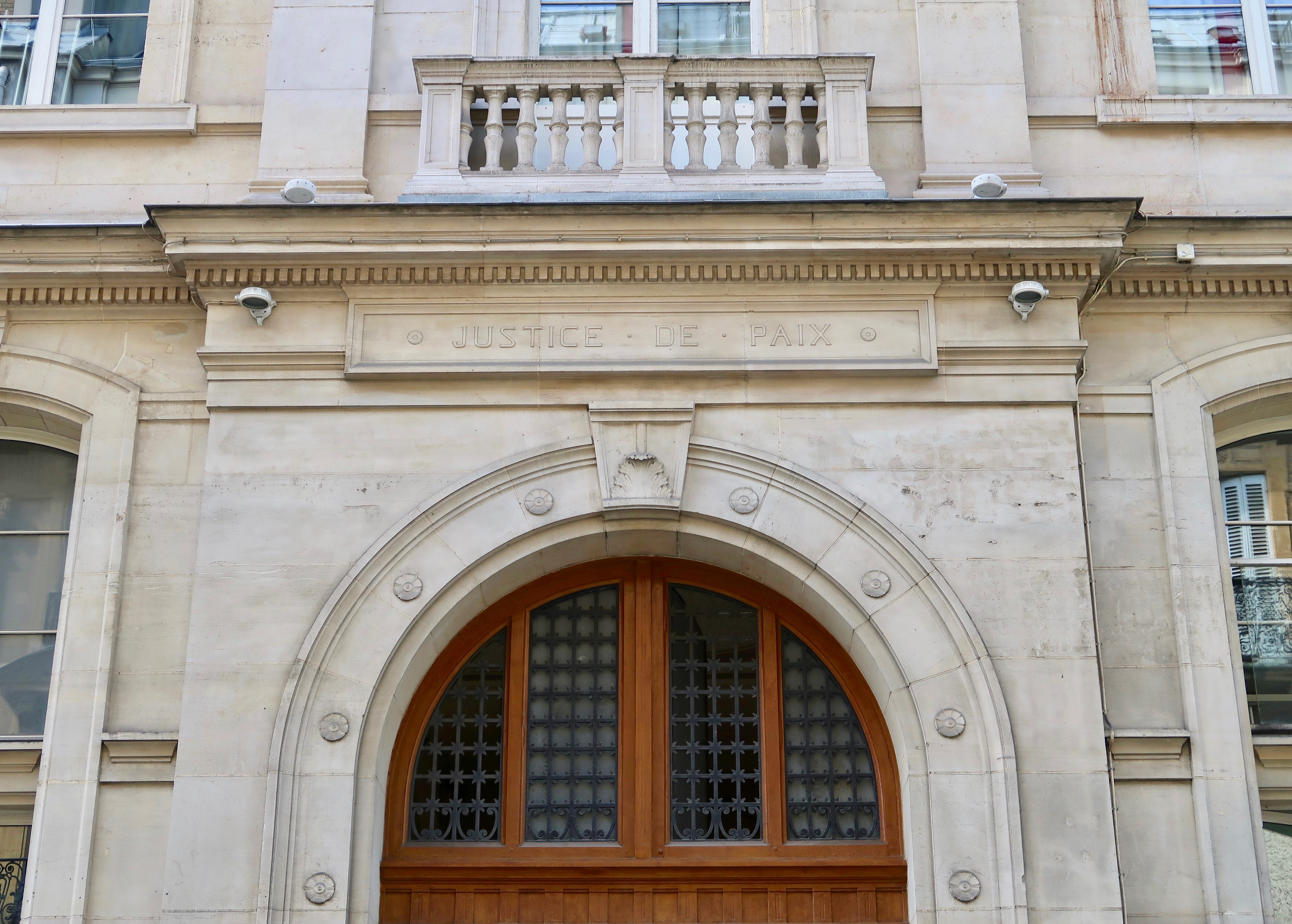
Inscription « Juge de paix » sur la façade rue de la Pompe.
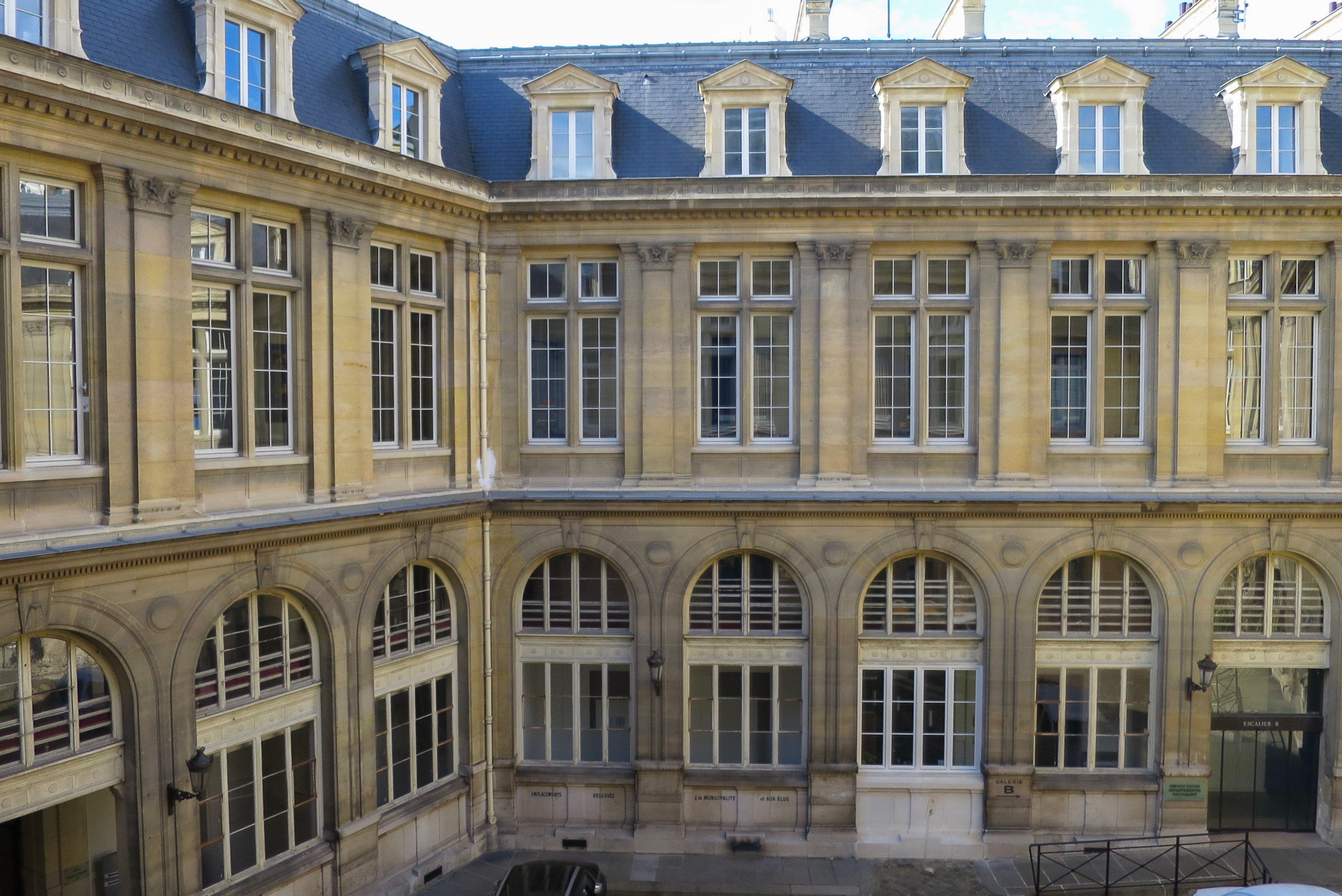
Cour intérieure.
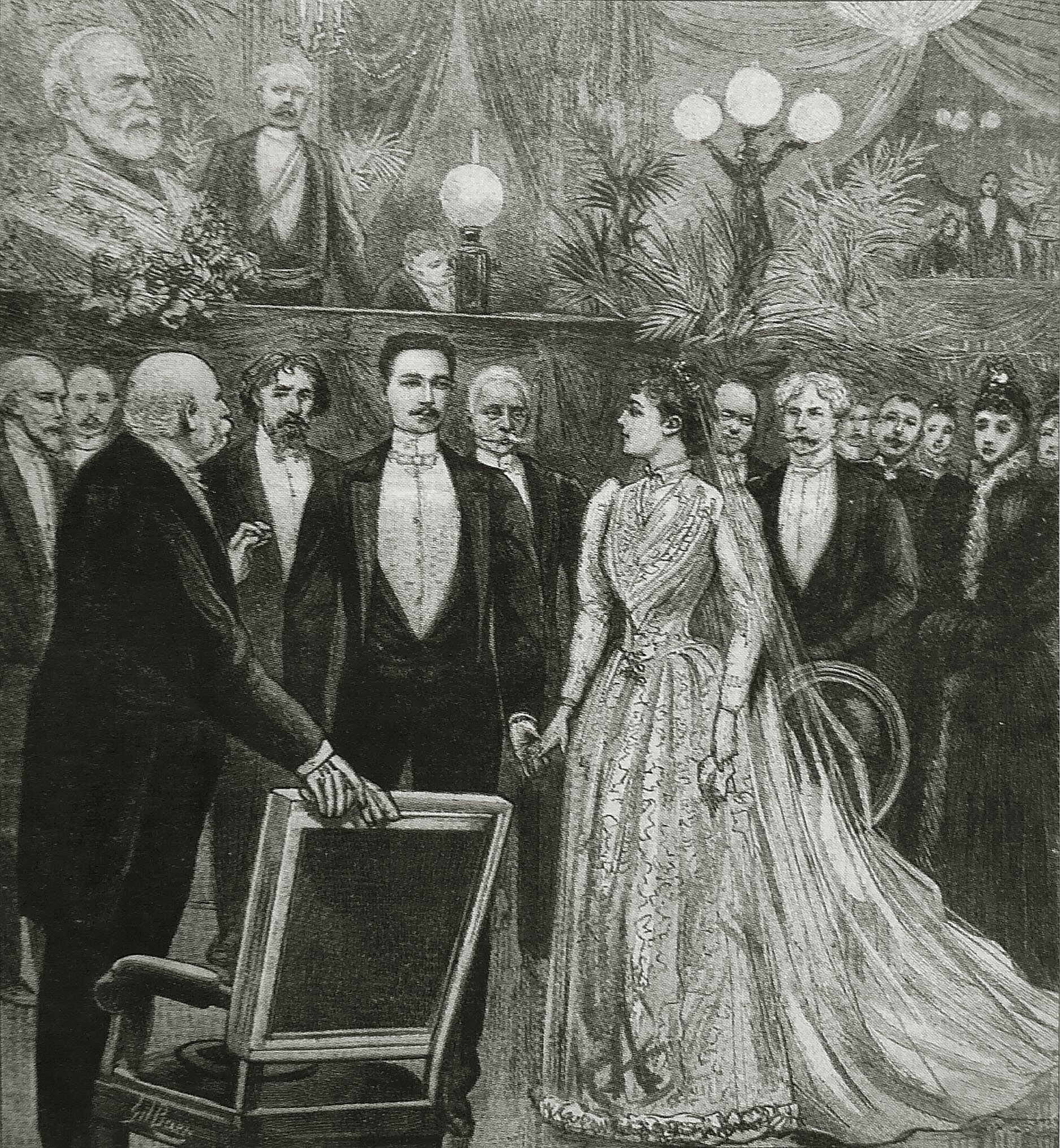
Gravure représentant le mariage de Léon Daudet à la mairie (1891).
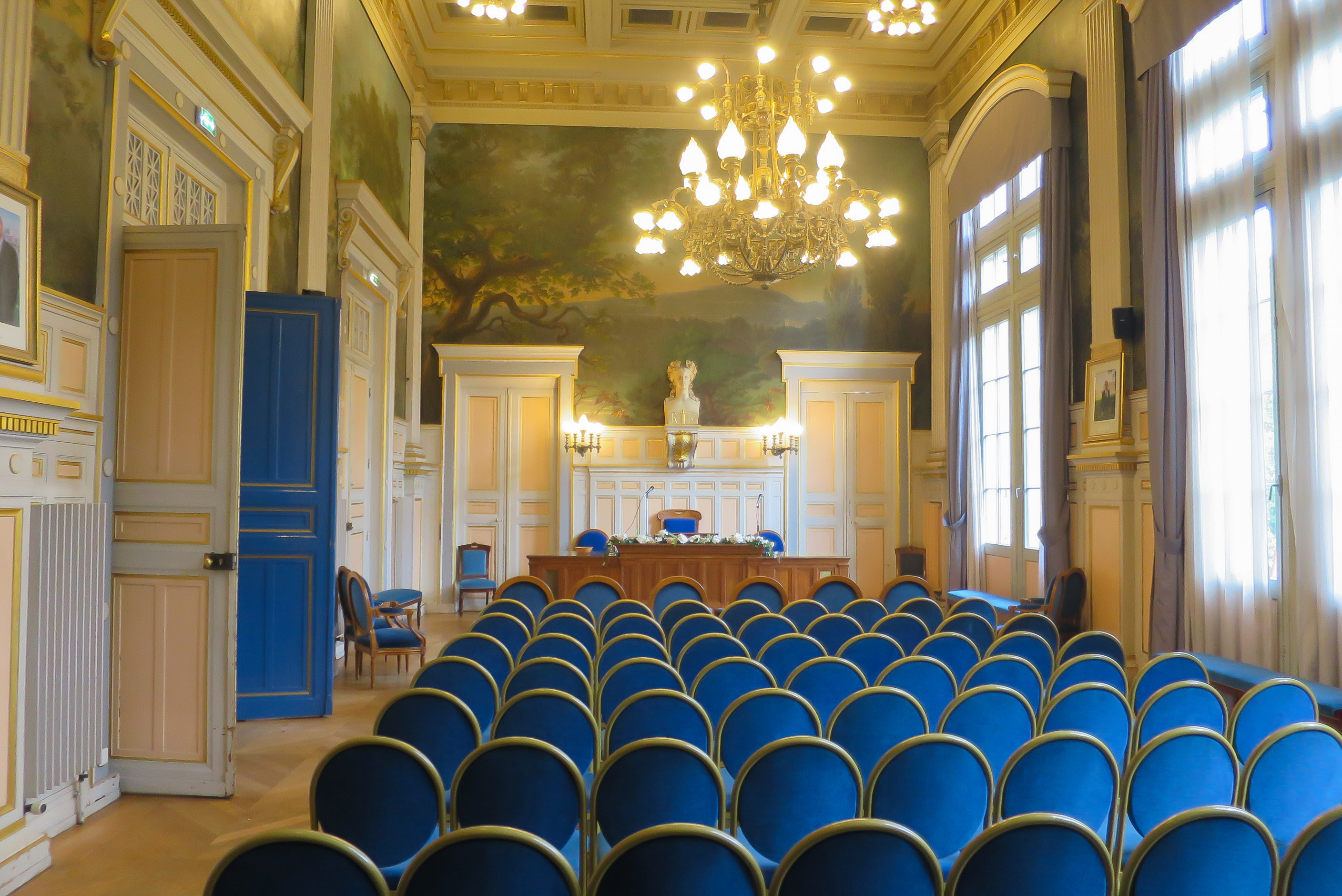
Salle des mariages.
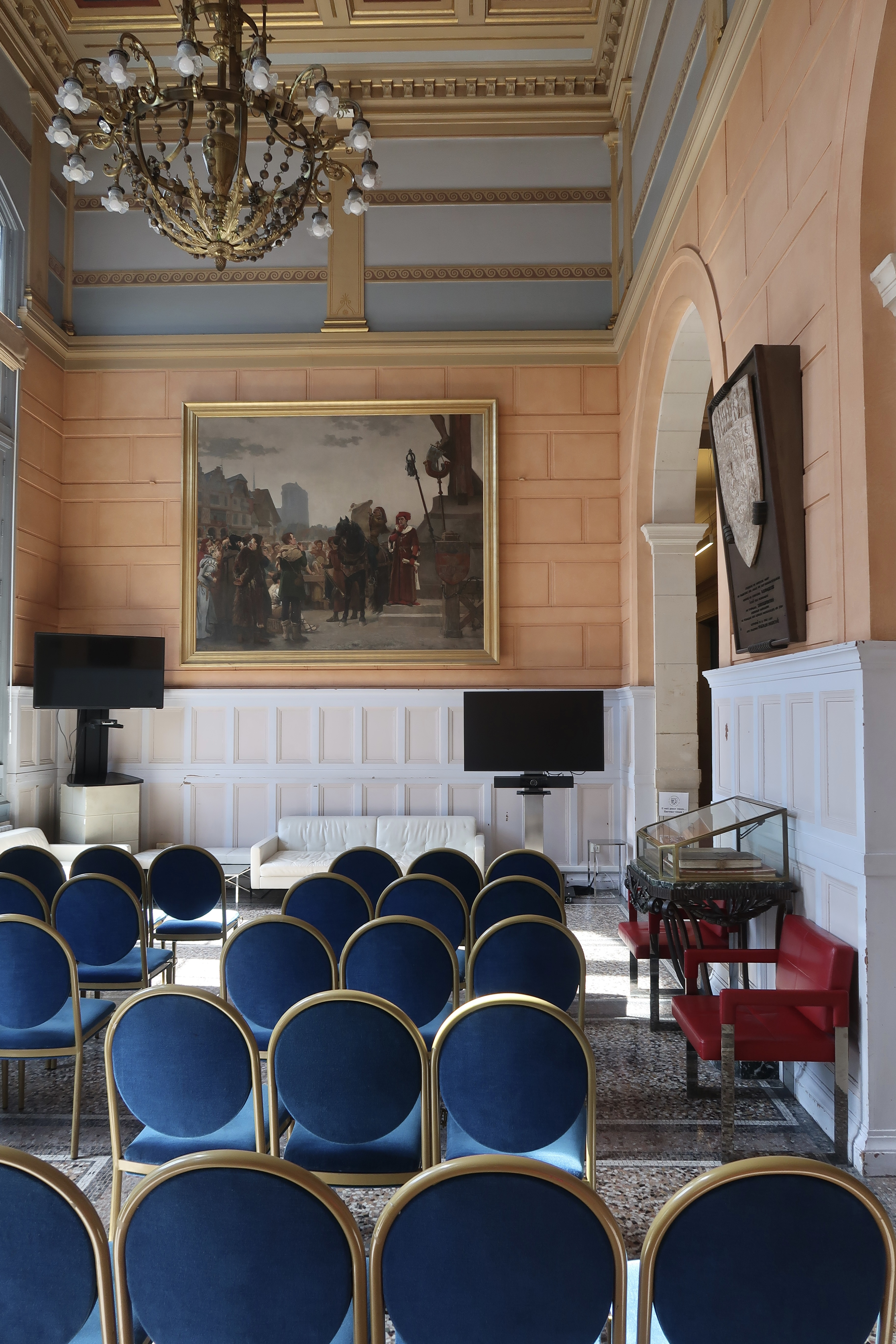
Vestibule du premier étage.
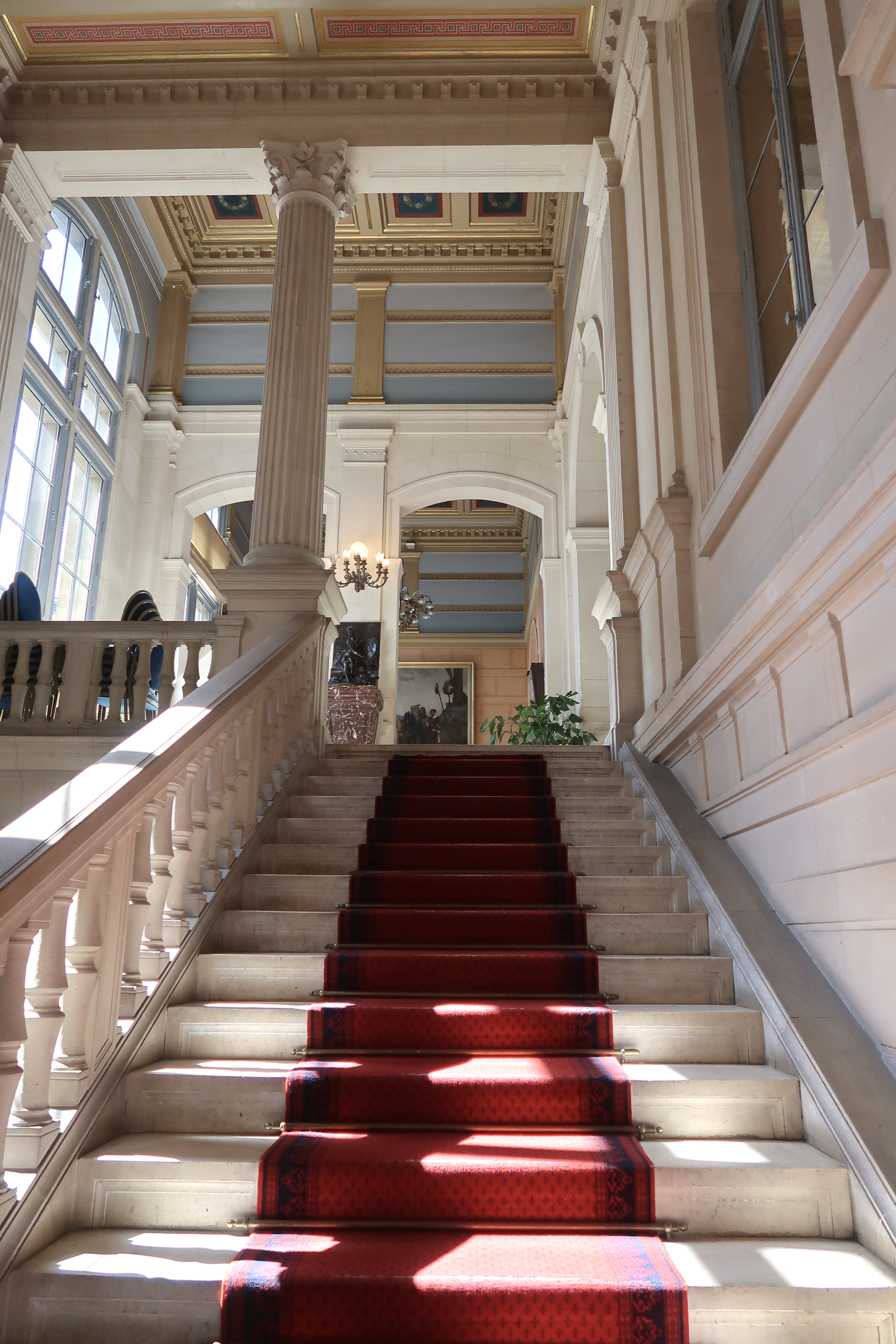
Grand escalier.